# Peot

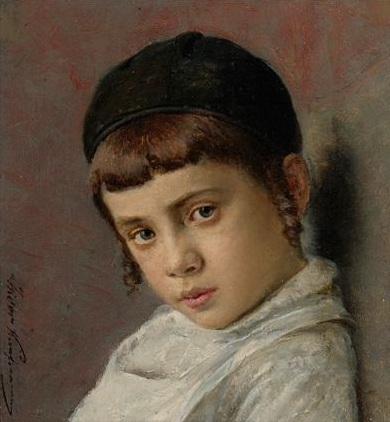
Ritratto di giovane ebreo con peot, di Isidor Kaufmann (1853-1921).

Le peót (scritto anche pe'ot, peyot, o anche peyos; in ebraico פאות‎?, pronuncia /peˈʔot/), in italiano talvolta cernecchi, sono i boccoli o riccioli di capelli portati da alcuni uomini e ragazzi delle comunità ebraiche ortodosse, secondo l'interpretazione dell'ingiunzione biblica contro la rasatura "in tondo" della testa.
Nell'ebraico biblico il sostantivo פאה significava letteralmente 'bordo', 'estremità', mentre nella lingua contemporanea la parola al singolare ha assunto il significato di 'parrucca'. 
Esistono stili differenti di peot tra gli ebrei haredi, yemeniti e chassidici. Gli ebrei yemeniti chiamano i loro lunghi riccioli anche simanim, in ebraico סימנים‎?, letteralmente 'segni', poiché nella società yemenita servivano a distinguerli dai non-ebrei.

## Storia
Man mano che gli insegnamenti cabalistici si diffondevano nei territori slavi, la tradizione delle peot veniva accettata sempre più largamente. Nel 1845 questa osservanza venne bandita dall'Impero russo. In Crimea, i Caraiti non portavano le peot e i Tatari di Crimea conseguentemente si riferivano a loro come Zulufsız çufutlar, che significa "ebrei senza peot", per distinguerli dagli altri ebrei di Crimea, chiamati Zuluflı çufutlar, che significa "ebrei con peot". Molti ebrei chassidici e yemeniti lasciarono crescere molto le peot. Alcuni uomini haredi si fanno crescere questi boccoli laterali ma poi li regolano e se li passano dietro alle orecchie. Anche tra gruppi di ebrei in cui gli uomini non portano peot visibili, spesso i giovani ragazzi le portano fino verso l'età del bar mitzvah.

## Interpretazione rabbinica

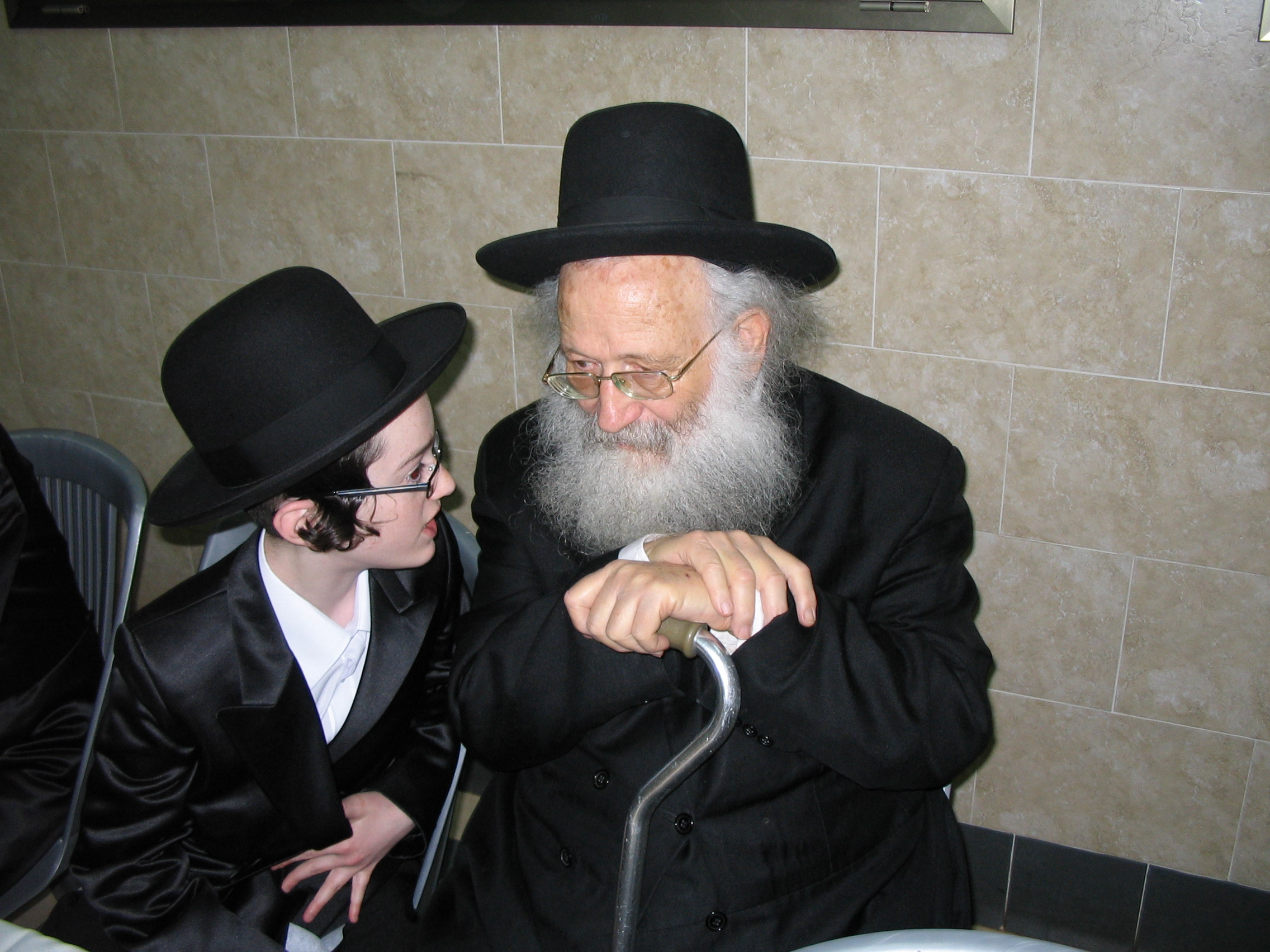
Due generazioni di ebrei ortodossi, stessa tradizione di peot

La Torah dice: «Non vi taglierete in tondo i capelli ai lati (פְּאַת, pe'at) del capo, e non ti raderai i lati (פְּאַת, pe'at) della barba» (Levitico 19,27); la parola pe'at fu interpretata a significare i capelli davanti alle orecchie, che si estendono fin sotto allo zigomo, a livello col naso (Talmud - Makkot 20a). La Mishnah interpreta la regola come applicabile solo agli uomini. Nasce da qui l'uso di lasciar crescere i capelli sopra le orecchie e farli scendere in riccioli o boccoli. Secondo Maimonide, lasciare un circolo di capelli sulla sommità del cranio e radersi il resto era una pratica cultuale tipica di alcuni popoli pagani.
Vi è una notevole discussione nella letteratura halakhica circa la posizione precisa delle peot e dei modi in cui è proibita la loro rimozione. Il punto che non si può superare è l'osso che congiunge le ossa del cranio a quelle della mandibola: è quella la peah, il punto in cui si deve "lasciar crescere" e "non tagliare" la peluria. Si chiama peah (al plurale ancora peot) anche l'angolo del campo coltivato che, al momento del raccolto, bisogna evitare di tagliare e lasciare per la vedova, l'orfano e il povero. Le peot, quindi, non rappresentano soltanto l'adempimento del precetto di non tagliare i capelli in quel punto: sono anche un rimando alla preoccupazione doverosa per i diseredati e i deboli.
Le ossa della testa - il pensiero - che si congiungono a quelle della mandibola - il mangiare - simboleggiano la preoccupazione per chi, come le categorie più deboli, non ha da mangiare. Quando un ebreo con le peot mangia, deve pensare anche a chi da mangiare non ce l'ha.

## Stili
Si indicano qui di seguito alcuni stili nel portare le peot seguiti da alcune dinastie chassidiche dell'ebraismo ortodosso:
- Belz - I chassidim della tradizione di Belz stanno attenti a non rifilarsi mai le loro peot; piuttosto inseriscono i boccoli intorno alle orecchie, avvolgendoceli tante volte quanto ne siano necessarie.
- Breslov - Rabbi Nachman di Breslov portava lunghe peot arricciate: tale usanza è seguita a tutt'oggi da molti chassidim di Breslov. Tuttavia altri portano le peot secondo stili differenti, mettendo in pratica l'insegnamento di rabbi Nachman che i suoi seguaci non dovessero avere un abbigliamento uniforme.[8]
- Chabad-Lubavitch - Le peot dei chassidim Chabad non sono evidenti, ma esistono. Fintanto che ci siano capelli intorno e dietro alle orecchie, che potrebbero essere rimossi, sono considerati peot.
- Ger - Alcuni chassidim della dinastia di Ger sollevano i loro boccoli dalle tempie e li fermano sotto la loro kippah; altri, specialmente in Israele, li lasciano pendere.
- Skver - I chassidim Skver attorcigliano le loro peot in maniera molto stretta e le lasciano pendere davanti alle orecchie.

La maggior parte degli altri gruppi chassidici portano le peot sciolte, pendenti e arricciate.
Gli ebrei lituani sono stati meno influenzati dalle pratiche cabalistiche, ma mantengono ancora boccoli di qualche tipo, in un ristretto numero di varianti:
- Stile lituano - gli ebrei lituani spesso si tagliano i boccoli laterali, ma lasciano un ciuffo di capelli che passano dietro a ciascun orecchio; questo stile si ritrova comunemente tra gli studenti delle yeshivah, che a volte si tolgono i ciuffi quando si son fatti crescere le basette.
- Brisk – Gli appartenenti al movimento Brisk si spazzolano i capelli in giù, cosicché la capigliatura raggiunga i lobi delle orecchie; a volte il boccolo laterale non viene tagliato e viene arricciato dietro all'orecchio.

Anche alcuni ebrei yemeniti tradizionalisti lasciano crescere ancora delle peot sottili e attorcigliate, lunghe spesso fino alla parte superiore del braccio. L'area dove i capelli crescono e dove inizia il ricciolo è tenuta pulita ed ordinata.

## Galleria d'immagini

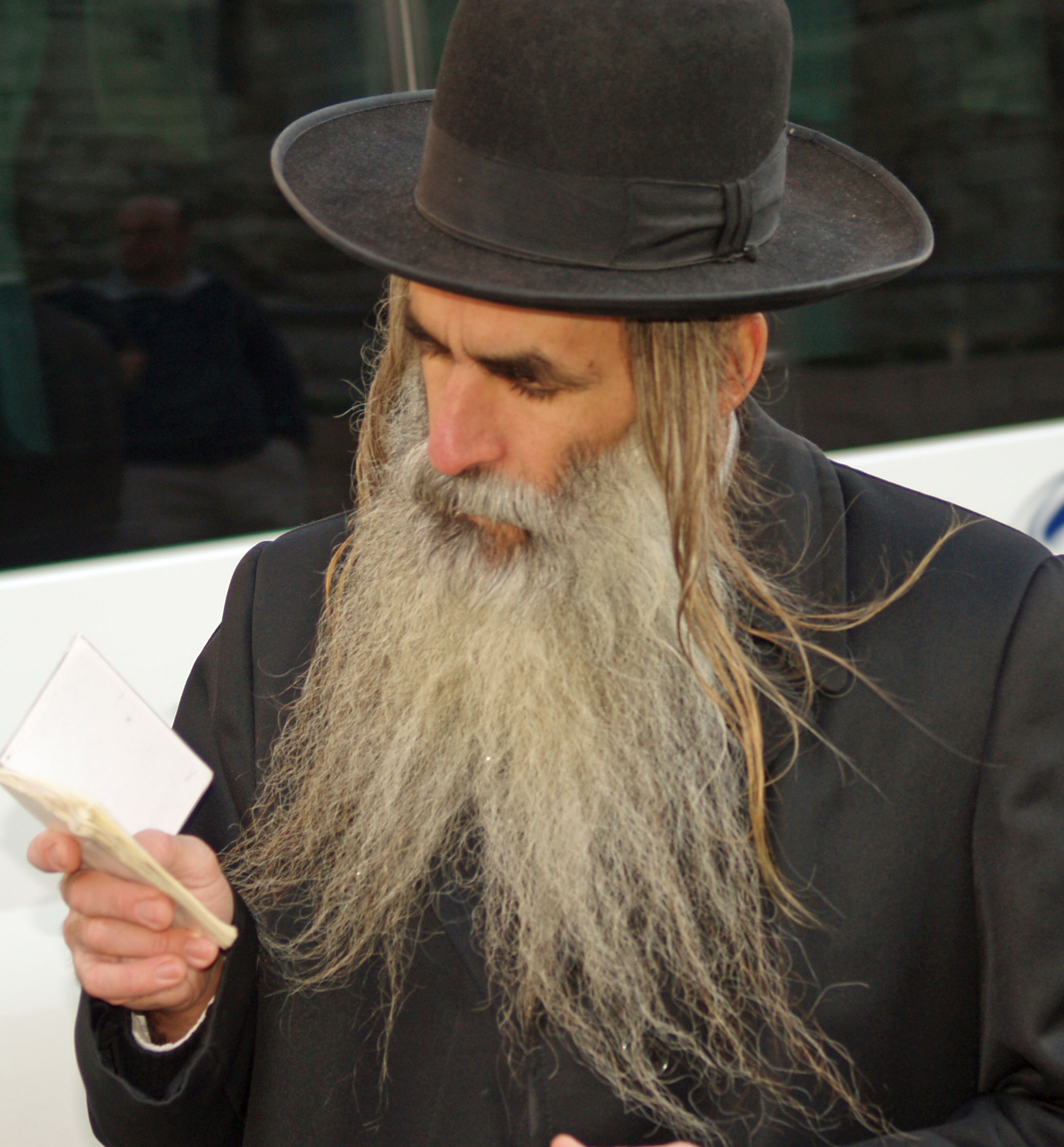
Ebreo ortodosso con barba e peot
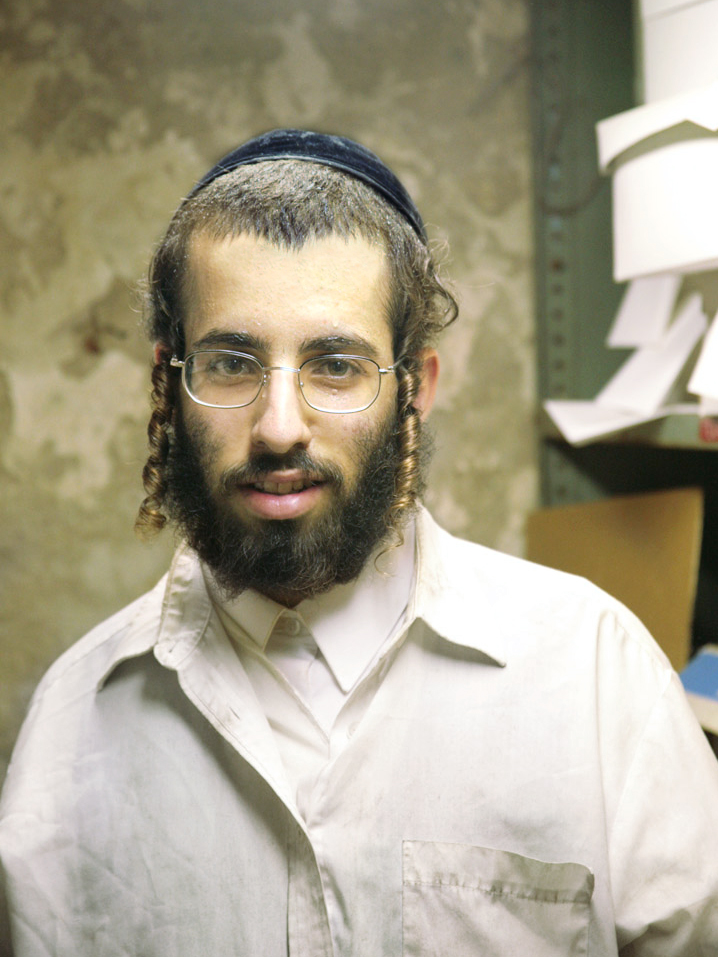
Giovane chassid con peot arricciate
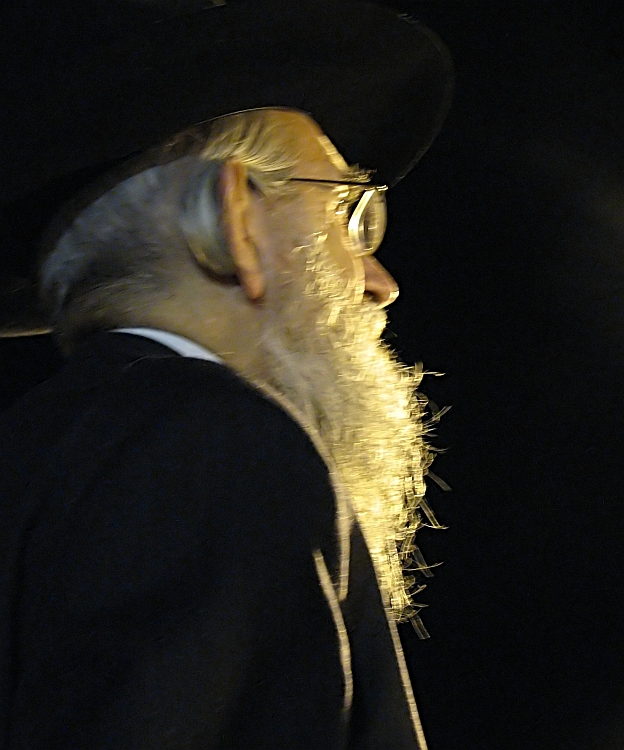
Rabbino ortodosso con peot poste dietro le orecchie
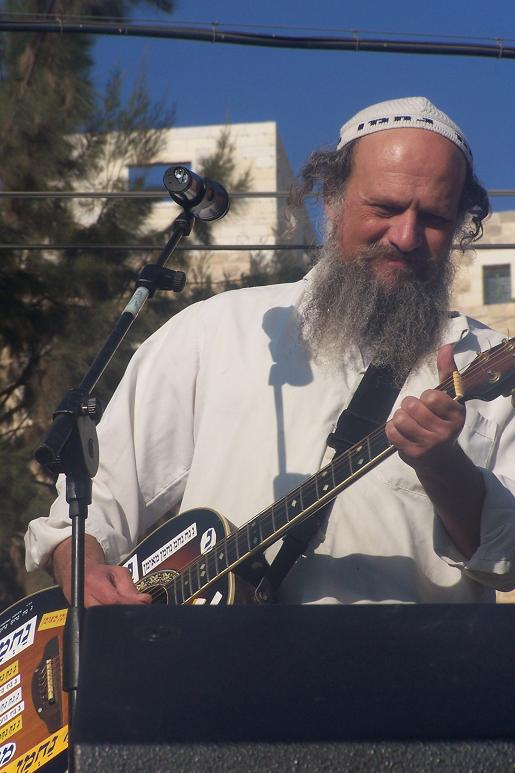
Ebreo con peot lisce
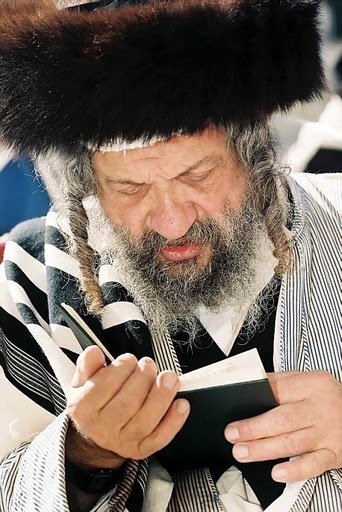
Rebbe in preghiera, con peot a boccolo
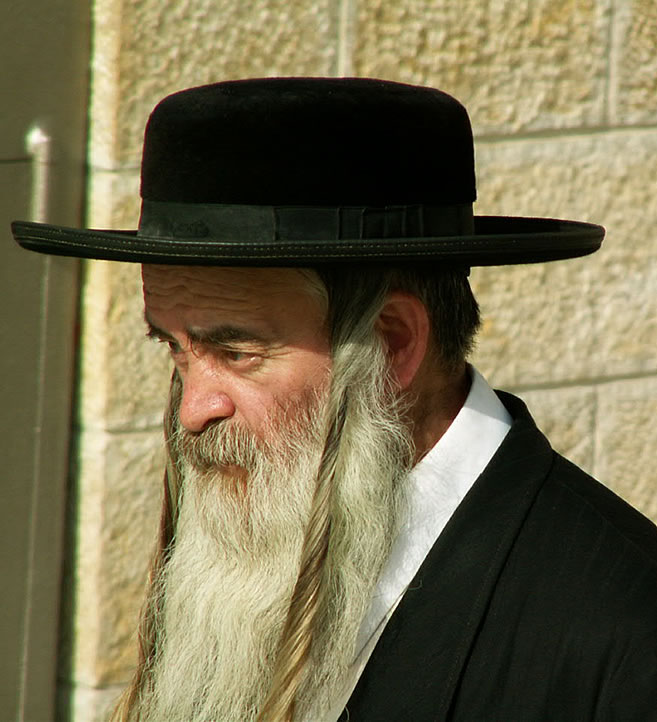
Ebreo ortodosso con barba e peot lunghe, al Muro Occidentale
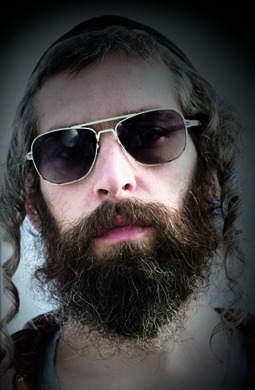
Il cantante e musicista ebreo Matisyahu
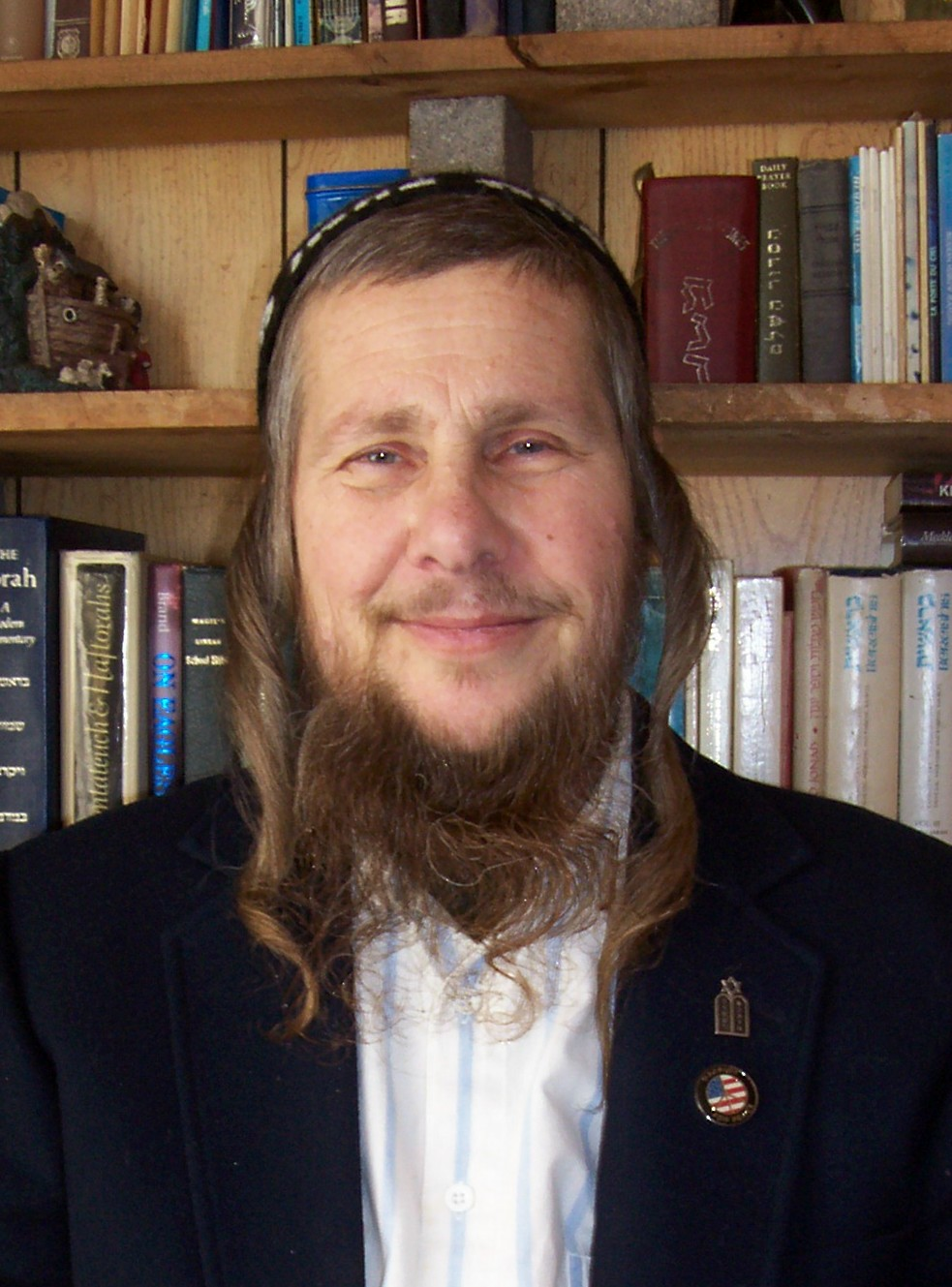
Rabbi Yonassan Gershom
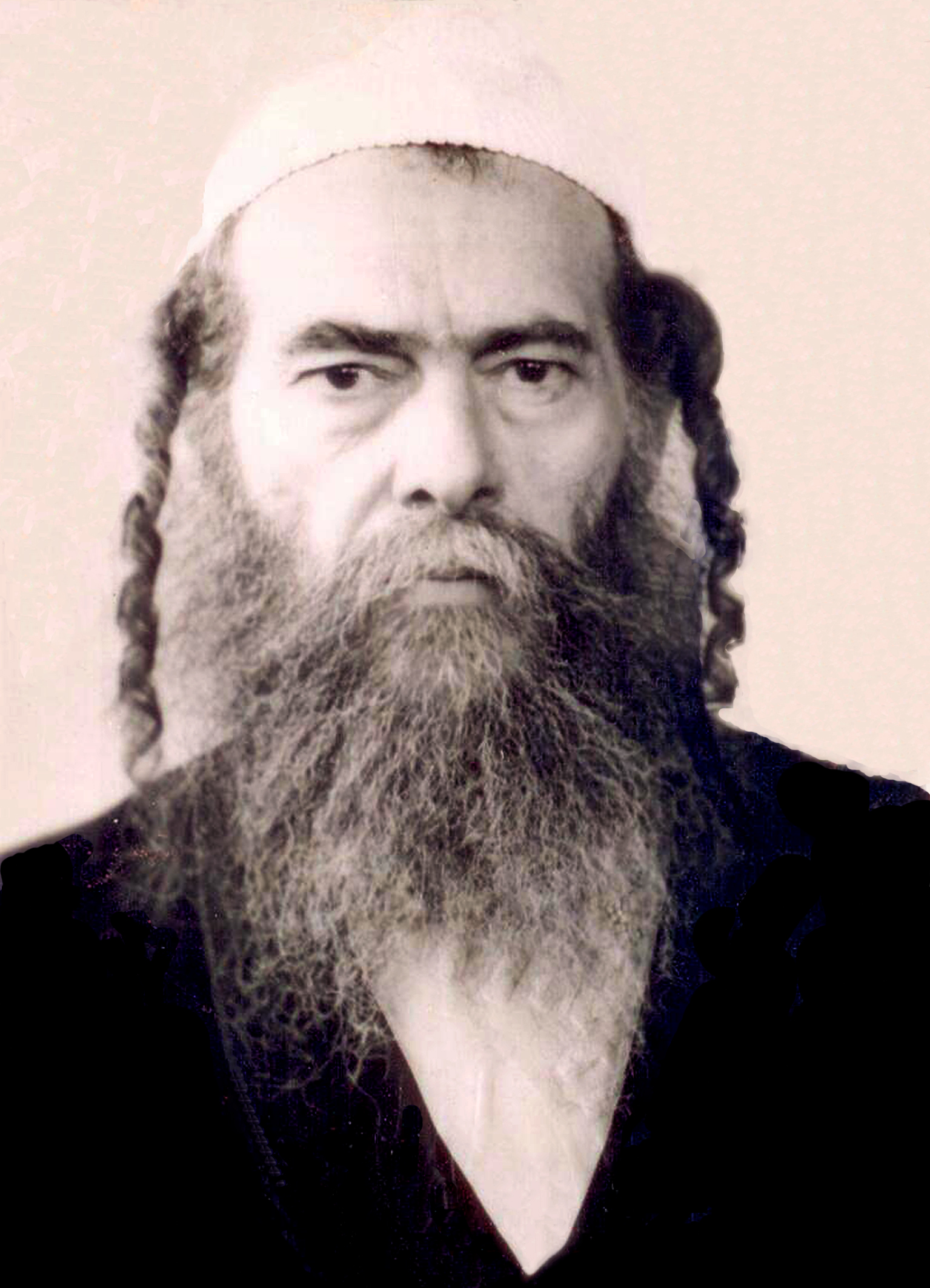
Rabbi Gedaliah Aharon Koenig della dinastia chassidica di Breslov
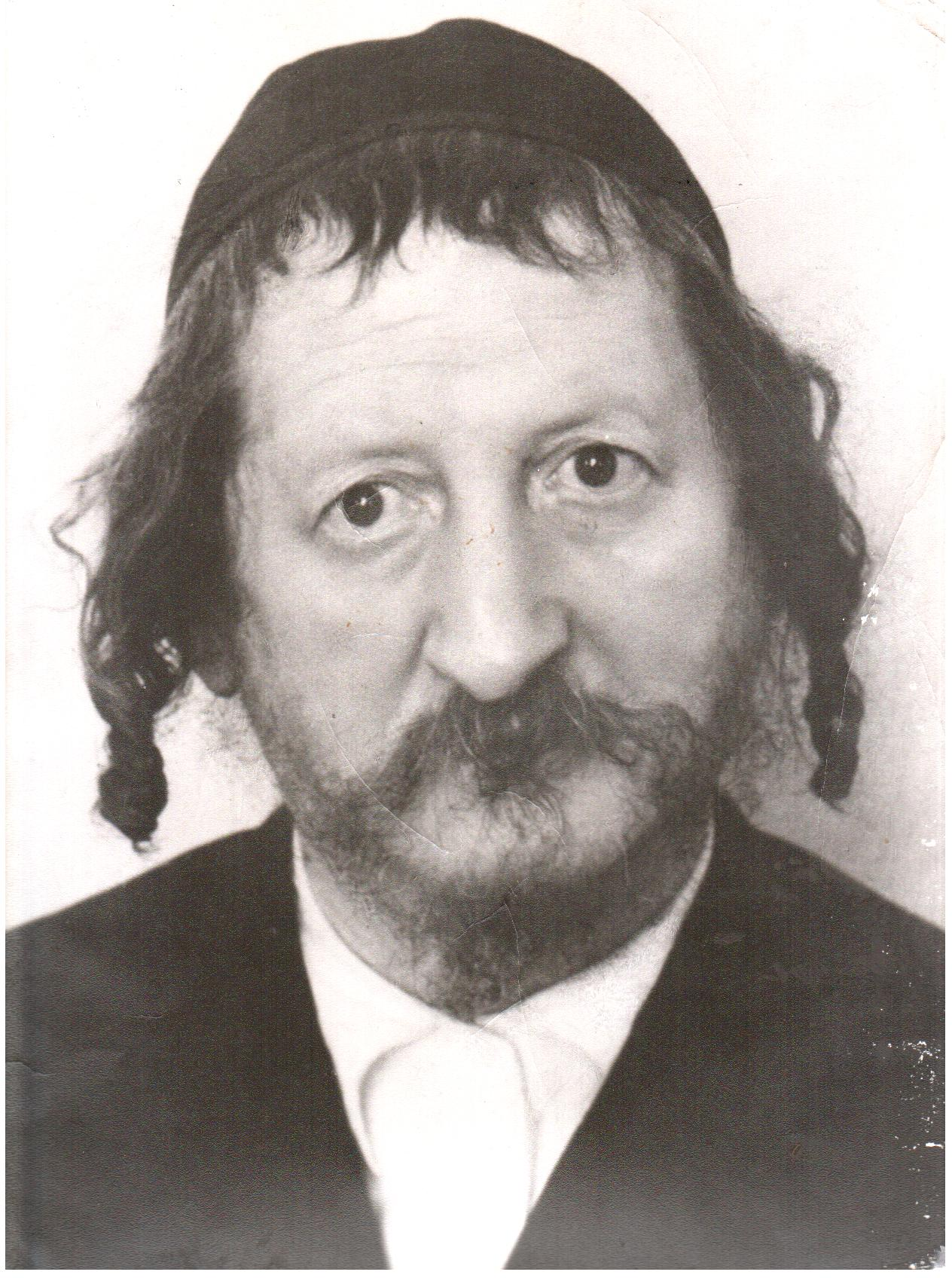
Rabbi Yehuda Zvi Brandwein di Safed
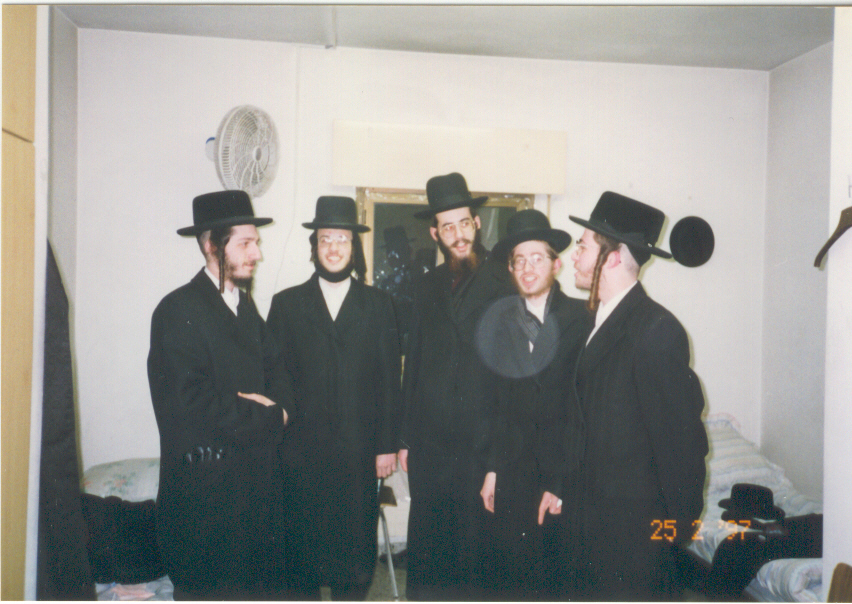
Giovani chassidim con peot
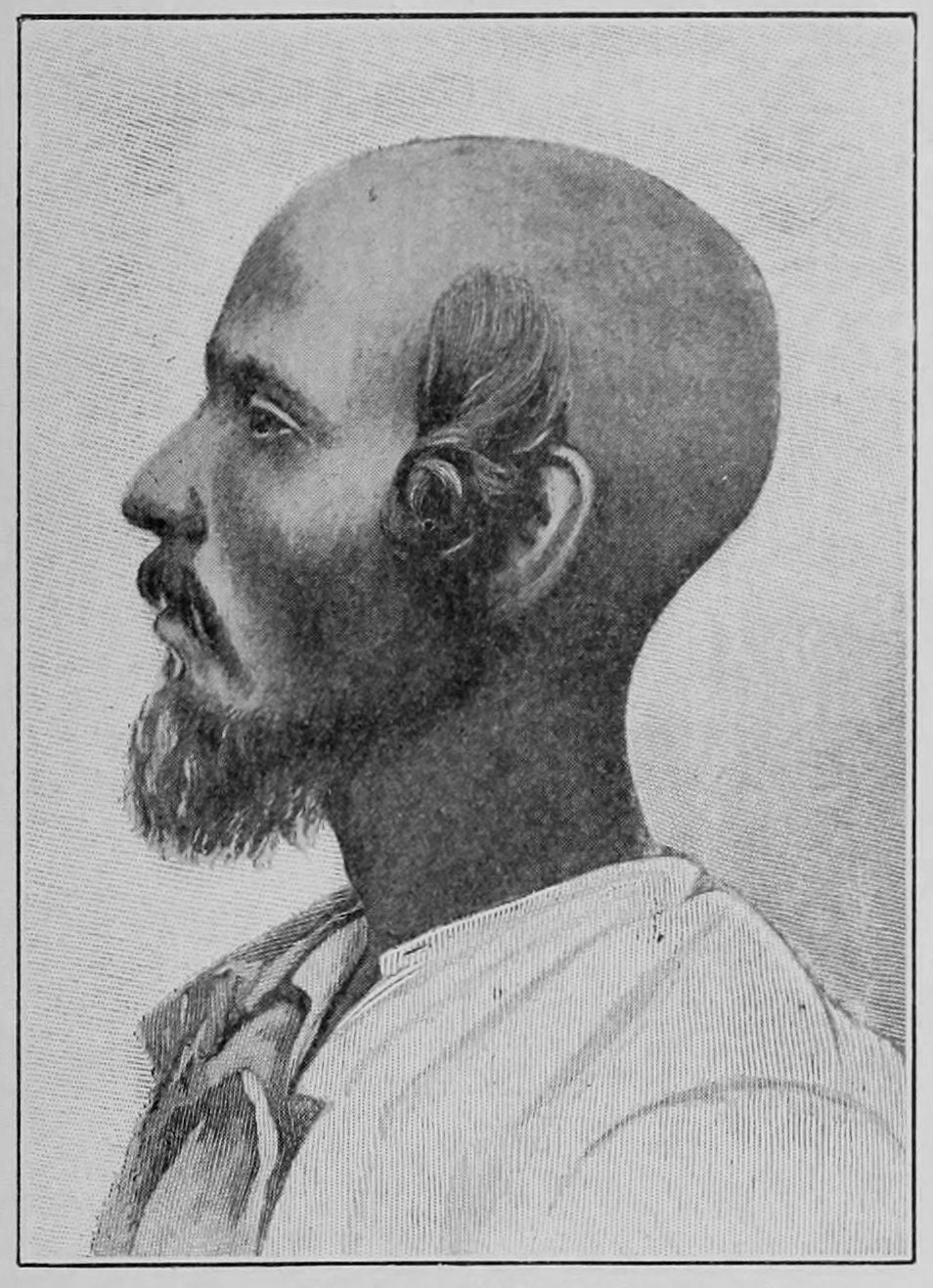
Ebreo di Cochin con peot, ca. 1900